# Platypepla uhlenhuthi
Platypepla uhlenhuthi is een vlinder uit de familie spanners (Geometridae). De wetenschappelijke naam van deze soort werd voor het eerst geldig gepubliceerd in 2001 door Martin Krüger.
De soort komt voor in tropisch Afrika.